# Strausz Gyula
Strausz Gyula, Strausz Gyula László János (Budapest, 1880. február 26. – Budapest, 1949. március 18.) magyar olimpikon atléta, magánzó, vámellenőrzési felügyelő.

## Családja
Strausz Ferenc és Beszhold Jozefa fiaként született. 1911. május 17-én Budapesten házasságot kötött stahlbergi Holl Kamilla Eugéniával, stahlbergi Holl Kamill és Czeisz Matild Erzsébet lányával.

## Pályafutása
A Budapesti EAC (BEAC) sportolójaként magasugrással, távolugrással és diszkoszvetéssel foglalkozott.
Legjobb eredményei a Magyar atlétikai bajnokságon.
- Magasugrás - 200 cm
- Távolugrás - 621 cm (1900)
- Diszkoszvetés - 53,24 m (1909)

Az 1900. évi nyári olimpiai játékok atlétikai versenyein távolugrásban és diszkoszvetésben indult.
| Helyezés | Név           | Sportág  | Versenyszám   | Eredmény |
| -------- | ------------- | -------- | ------------- | -------- |
| 10.      | Strausz Gyula | atlétika | távolugrás    | 6,010 m  |
| 14.      | Strausz Gyula | atlétika | diszkoszvetés | 29,80 m  |

Athénban rendezték az 1906. évi nyári olimpiai játékok atlétikai versenyeit, ahol a diszkoszvetés, görög diszkoszvetés és gerelyhajítás versenyszámokban indult, de az elért eredményeivel nem jutott döntőbe.
Halálát szívbénulás, érelmeszesedés okozta.